# Kodaira (Tokio)
Kodaira (小平市 Kodaira-shi?) es una ciudad ubicada en Tokio Occidental, la parte occidental de la Metrópolis de Tokio, Japón. 
La ciudad tiene una población estimada de 181.560 y una  densidad de 8.873.90 personas por km² a enero de 2007. El área total es de 20.46 km².
El patrón más grande del área es Bridgestone, la compañía del neumático. Hay varios restaurantes y barras pintorescos (izakaya).
Kodaira station es la estación de tren más reconocida que sirve el área, no obstante hay varias otras estaciones de tren en  Kodaira. Están administradas sobre todo por la empresa privada Seibu Railway.
La ciudad fue fundada el 1 de octubre,  de 1962.
En Kodaira se encuentra el Jardín Metropolitano de Tokio de Plantas Medicinales.

## Educación

### Universidades
Tsuda College, Universidad Kaetsu, Universidad de Arte Musashino, Universidad Corea, y  partes de la Universidad Hitotsubashi, Universidad Waseda (la universidad más antigua de Japón) y sus colegios mayores residencias de estudiantes se ubican en la ciudad.

### Escuelas primarias y secundarias
Kodaira administra colegios públicos de primaria y de secundaria.
El Tokyo Metropolitan Government Board of Education administra a los institutos.
- Kodaira High School  Archivado el 12 de noviembre de 2008 en Wayback Machine.
- Kodaira South High School  Archivado el 2 de diciembre de 2008 en Wayback Machine.
- Kodaira West High School  Archivado el 16 de diciembre de 2008 en Wayback Machine.